# Annet Haring

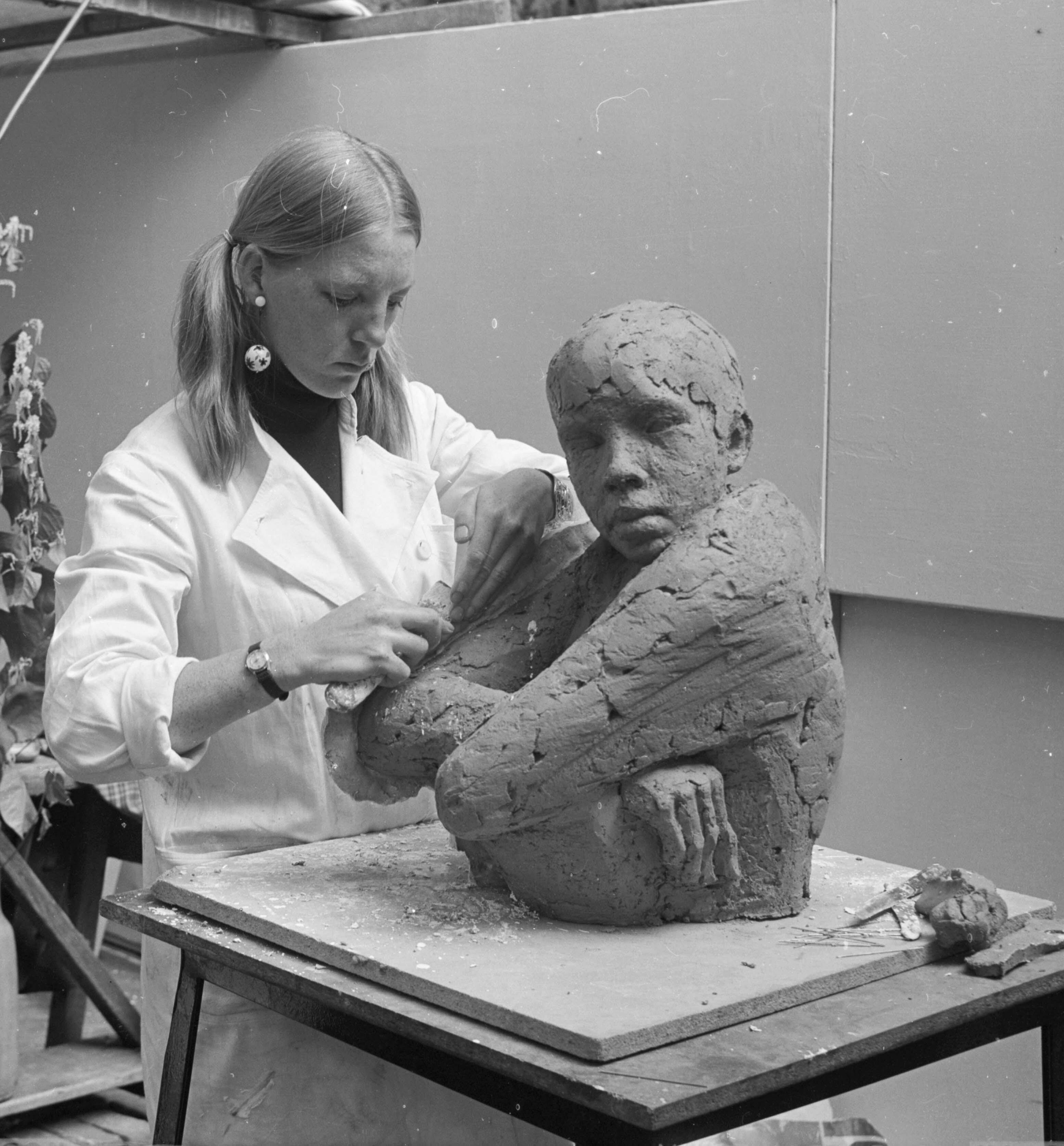
Annet Haring, 1966

Annet Haring (* 1934 in Hoorn) ist eine niederländische Bildhauerin.

## Leben und Werk
Annet Haring wurde 1934 in Hoorn geboren. Sie besuchte das Instituut voor Kunstnijverheidsonderwijs in Amsterdam, die heutige Gerrit Rietveld Academie. Danach nahm sie Unterricht an der ArtEZ Academie voor beeldende kunsten Arnhem und bei Giacomo Manzu in Mailand.
Annet Haring war mehrere Jahre mit dem Bildhauer Jop Goldenbeld verheiratet. Beide fertigten freie Arbeiten und Auftragsarbeiten an. Am 2. Dezember 1957 wurde in Utrecht der gemeinsame Sohn Marco Goldenbeld geboren, der später ebenfalls bildender Künstler wurde. Etwas später bekam das Paar einen weiteren Sohn, ließ sich jedoch um 1961 scheiden. Die Kinder wuchsen beim Vater und teils in Pflegefamilien auf.
Von 1978 bis 1996 lebte und arbeitete Annet Haring in Friesland, unter anderem von 1980 bis 1984 in Rotsterhaule in der Gemeinde Skarsterlân und von 1991 bis 1996 in der Mounlaan 43 in Ureterp in der Gemeinde Opsterland und widmete sich der Bildhauerei. Sie war Mitglied der Stichting Beeldrecht und des Fryske Kultuurried.
Annet Haring fertigt figurative und realistische Skulpturen an. Zu ihren Motiven gehören Tierdarstellungen, Porträts, menschliche Figuren und Personengruppen. Für das Internationaal Filmfestival Assen IFA entwarf sie die Preistrophäe „Filmdoek“, die jährlich an eine oder mehrere Personen verliehen wird, die sich in der niederländischen Filmwelt im Bereich Frauen und Film verdient gemacht haben. 1995 schuf sie eine große Version, die am Austragungsort des Festivals in der Gemeinde Asseln aufgestellt ist. Die Bronzearbeit stellt eine Filmrolle mit vier weiblichen Figuren dar, die von hinten und von vorne zu sehen sind und die aus der Zweidimensionalität der Leinwand herauszutreten scheinen. Zahlreiche ihrer Skulpturen sind im öffentlichen Raum zu sehen, die meisten in der Provinz Friesland.

## Werke im öffentlichen Raum
- 1979: De Kopergieter, Geelgietersstraat 6, Joure
- 1980: Kinderen aan vijver, Joure
- 1980: De Trilker, Waskemeer, Gemeinde Ooststellingwerf
- 1980: Ritskemooi, Buren, Ameland
- 1981: Spelende kinderen, Jistrum
- 1982: Drogehamsterkoe met boer en koopman, Drogeham, Gemeinde Achtkarspelen
- 1982: De Drie Toeristen, Midstraat, Joure (Das Original wurde gestohlen und 2008 durch eine 2. Fassung ersetzt.)
- 1983: Spelende kinderen, Balk, Gemeinde De Fryske Marren
- 1984: Spelende kinderen, Buitenpost
- 1984: Drie beeldengroepen, Harlingertrekweg, Leeuwarden
- 1986: Vrouw met duiven, Harlingen
- 1986: Tryntsje muoi, Rengersweg / Heemstrasingel, Tytsjerksteradiel
- 1991: Vrouw met duiven, Kimswerderweg 2, Harlingen
- 1995: Filmdoek, Assen
- 1995: De Muontsen, Tsjaerddyk, Folsgare, Gemeinde Súdwest-Fryslân
- 1996: De nonnen fan it Nijkleaster, Legedyk, Scharnegoutum, Gemeinde Súdwest-Fryslân
- 1996: Het haren van de zeis, Nijeberkoop, Gemeinde Ooststellingwerf
- 1996: Het haren van de zeis, Gemeinde Ooststellingwerf
- De Schakel, Gemeinde Weststellingwerf[7]

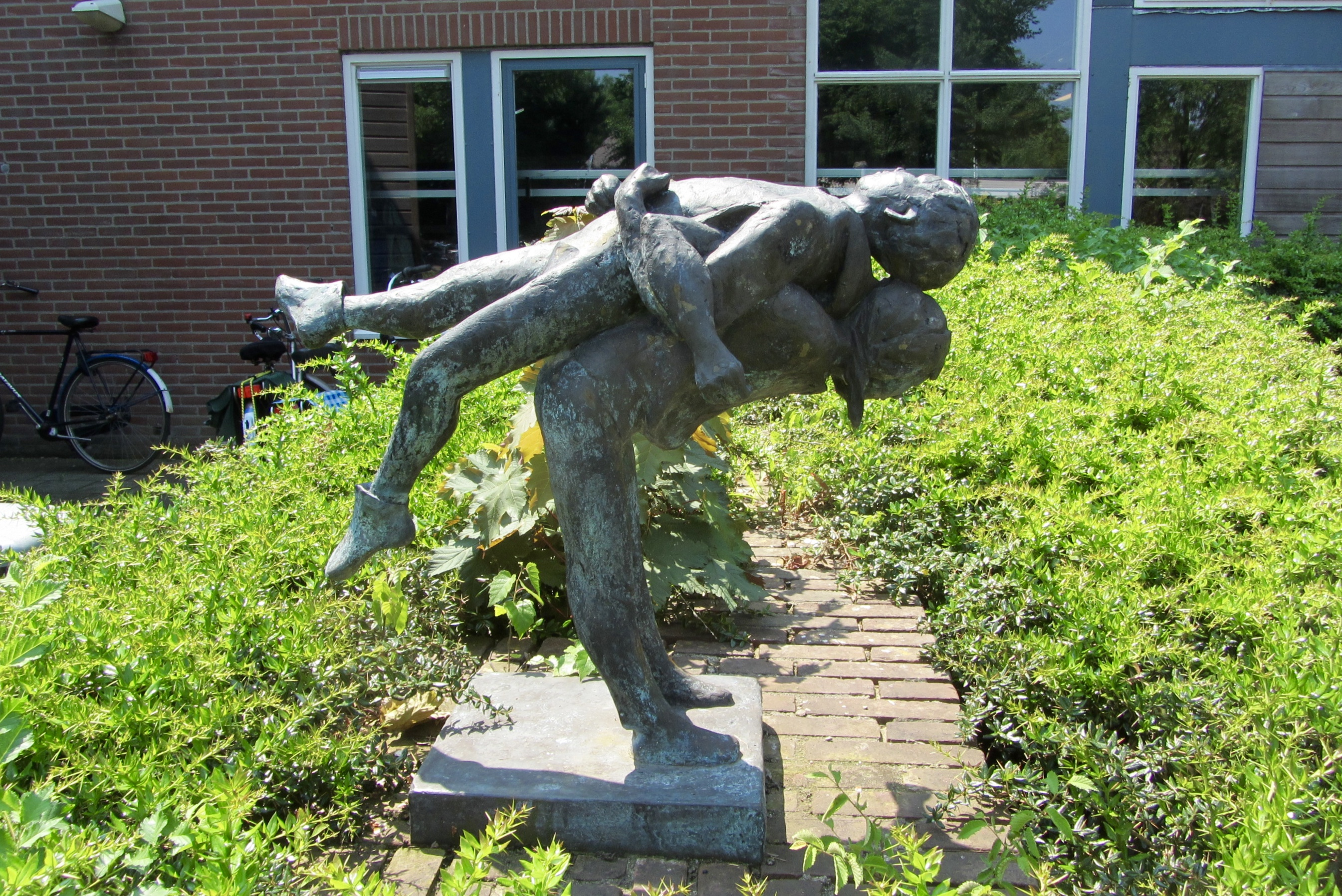
Spelende kinderen, Balk
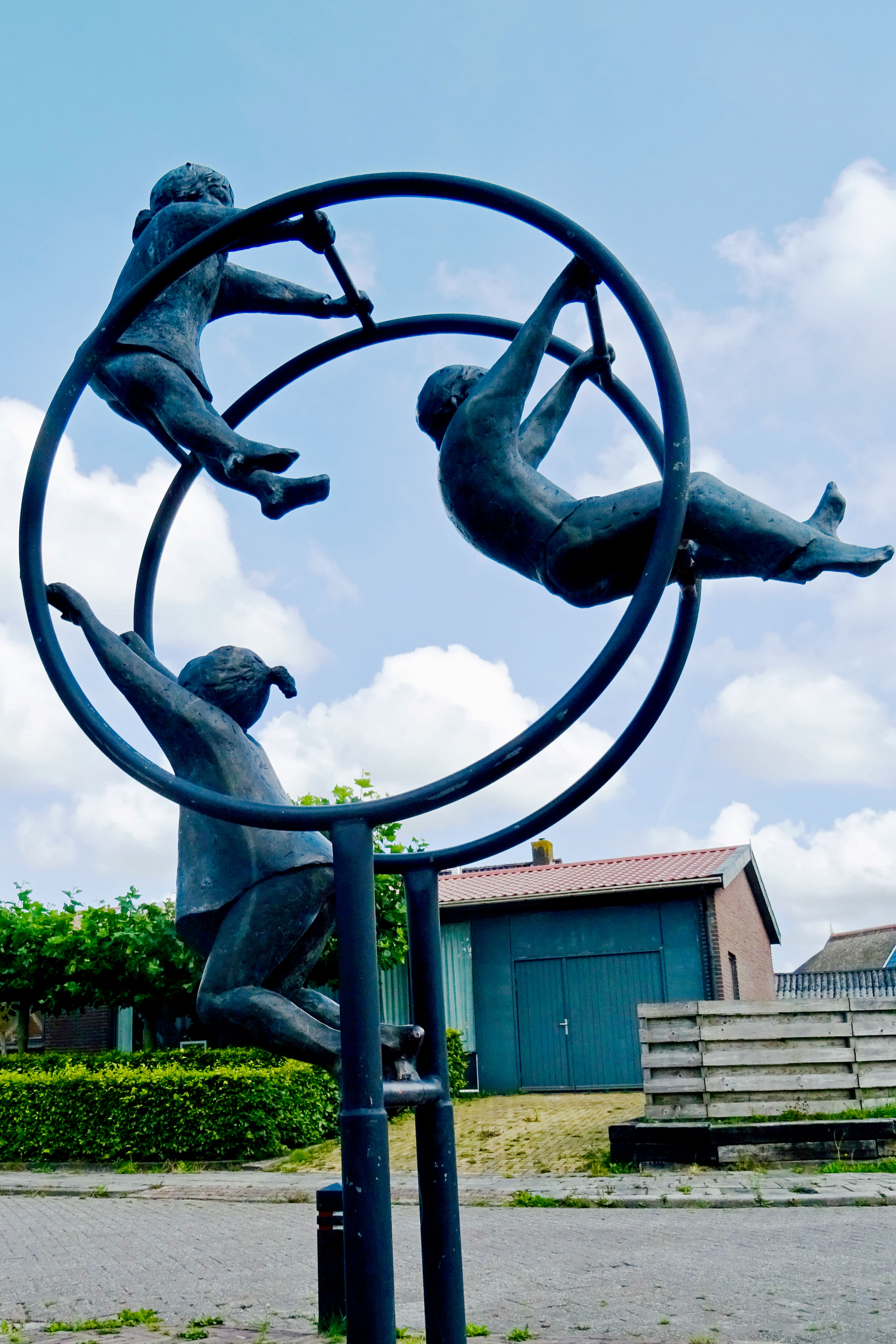
Spelende kinderen, Jistrum
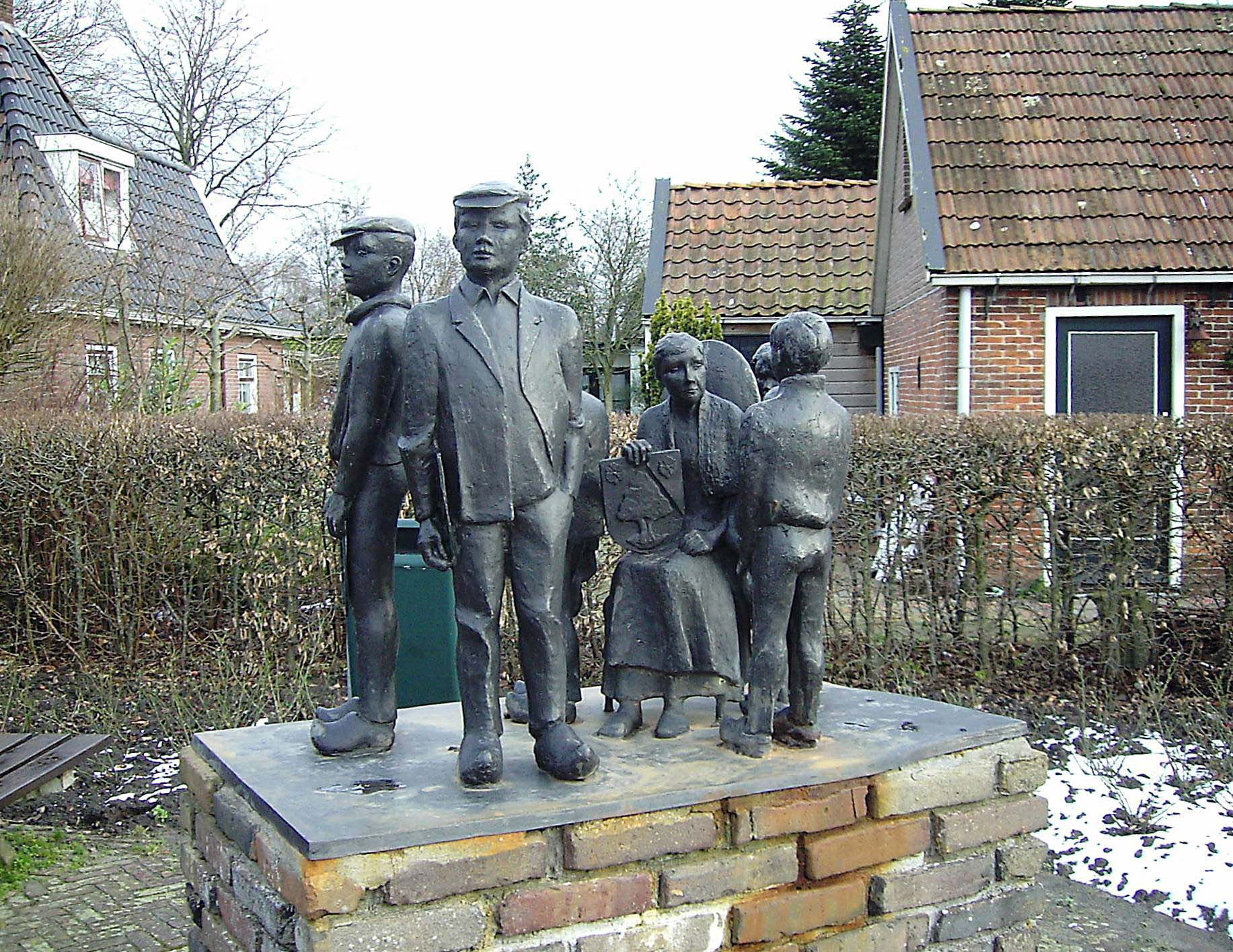
Tryntsje muoi
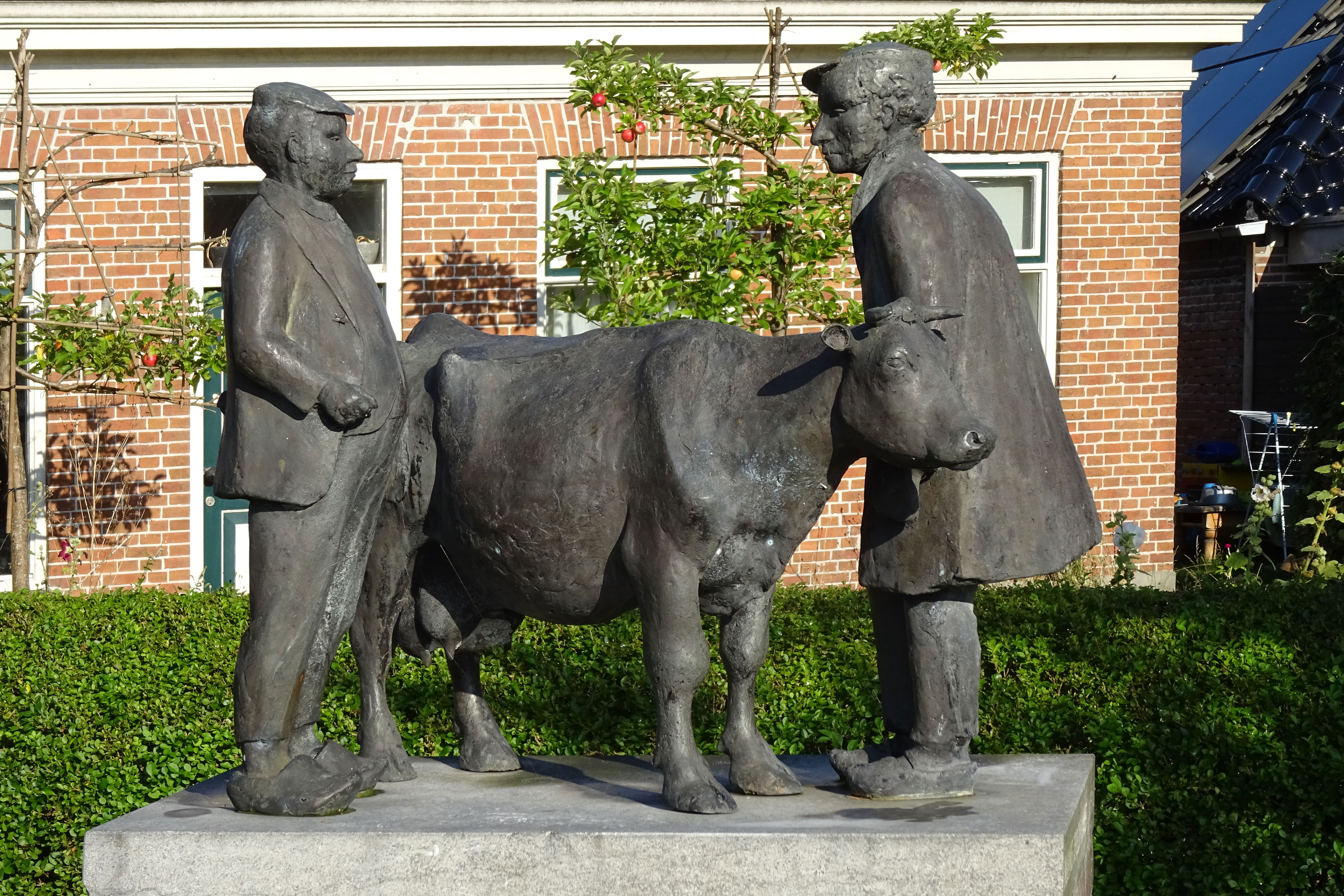
Drogehamsterkoe met boer en koopman
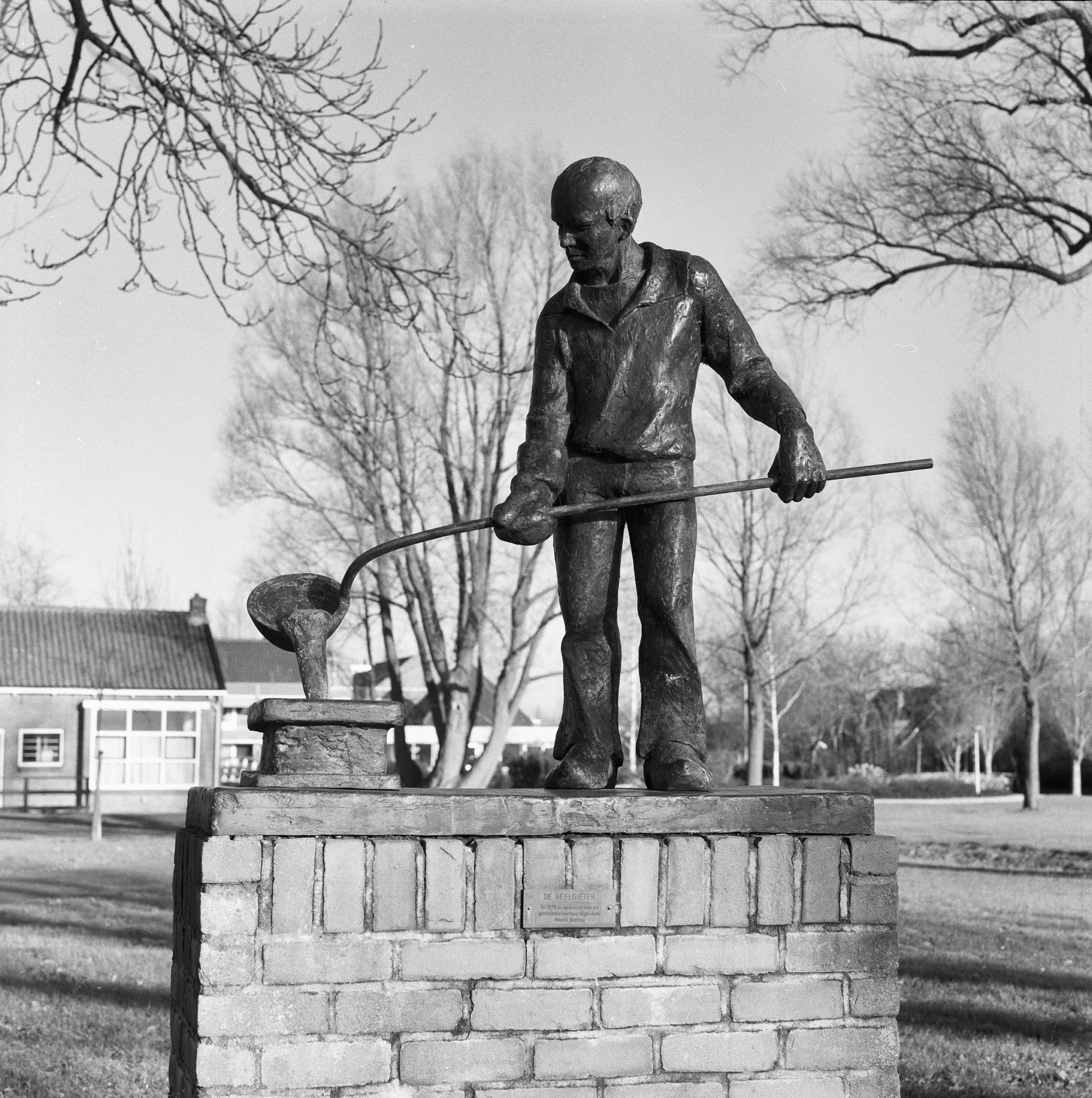
De Kopergieter
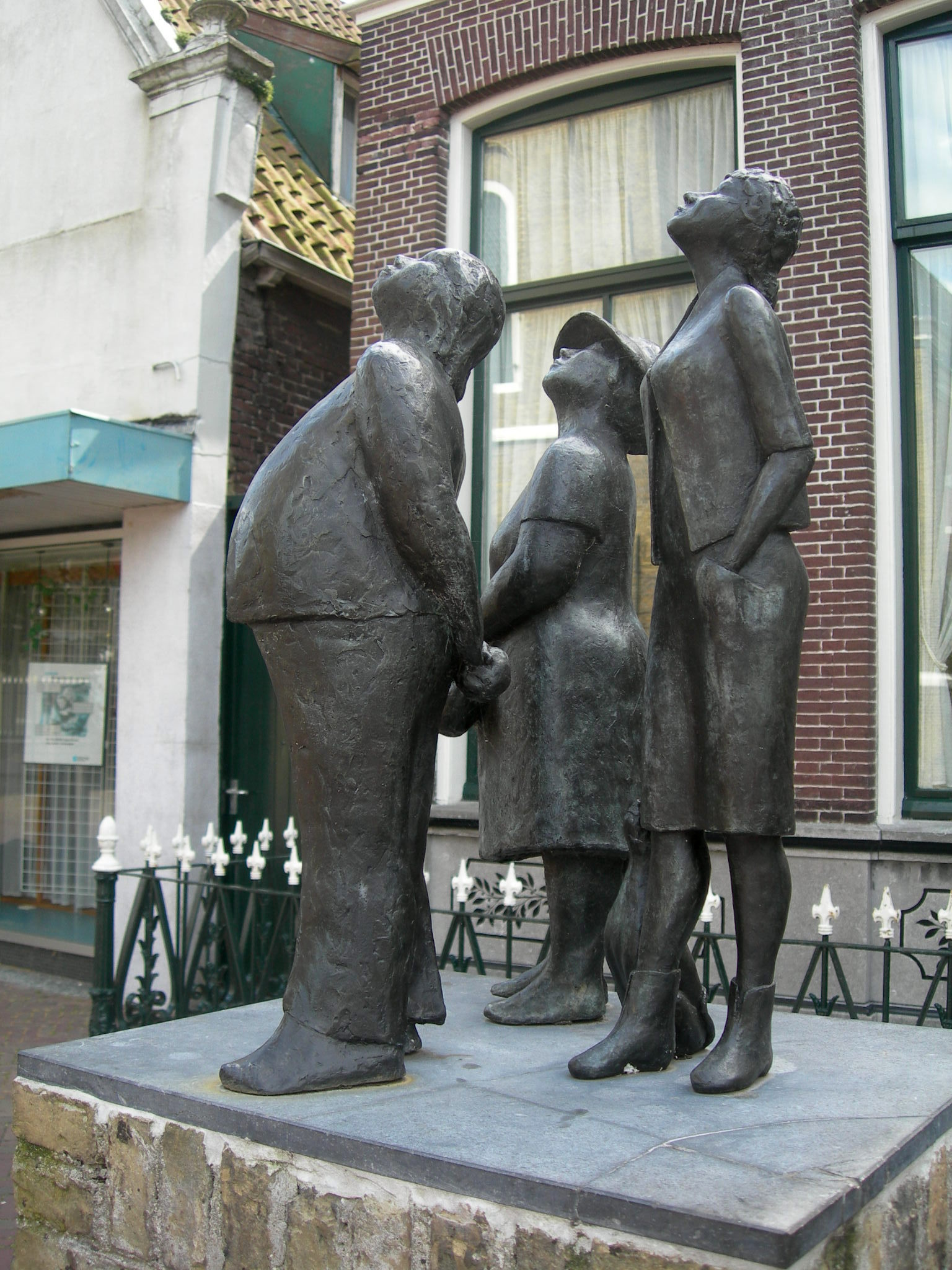
De drie toeristen
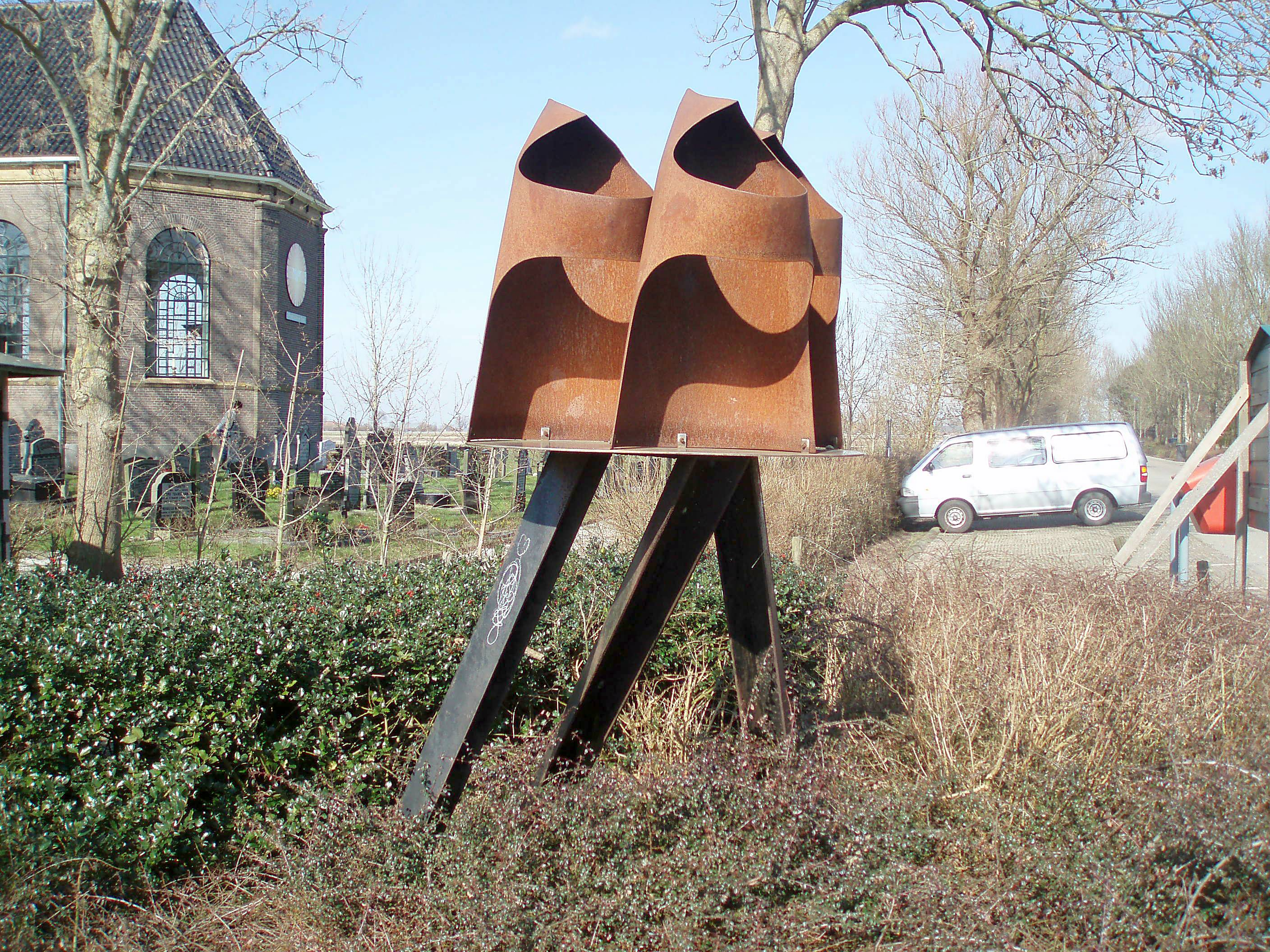
De Muontsen
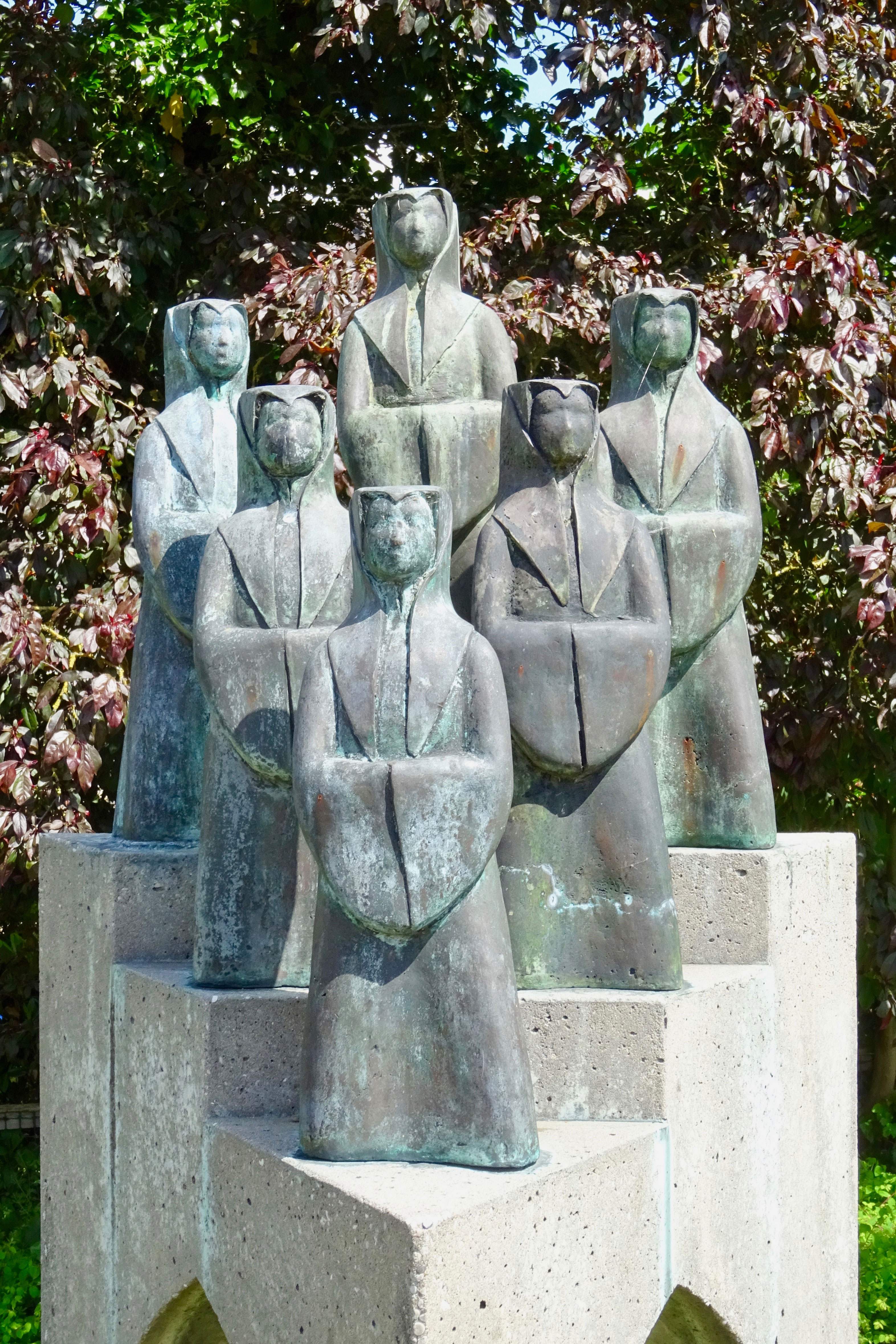
De nonnen fan it Nijkleaster
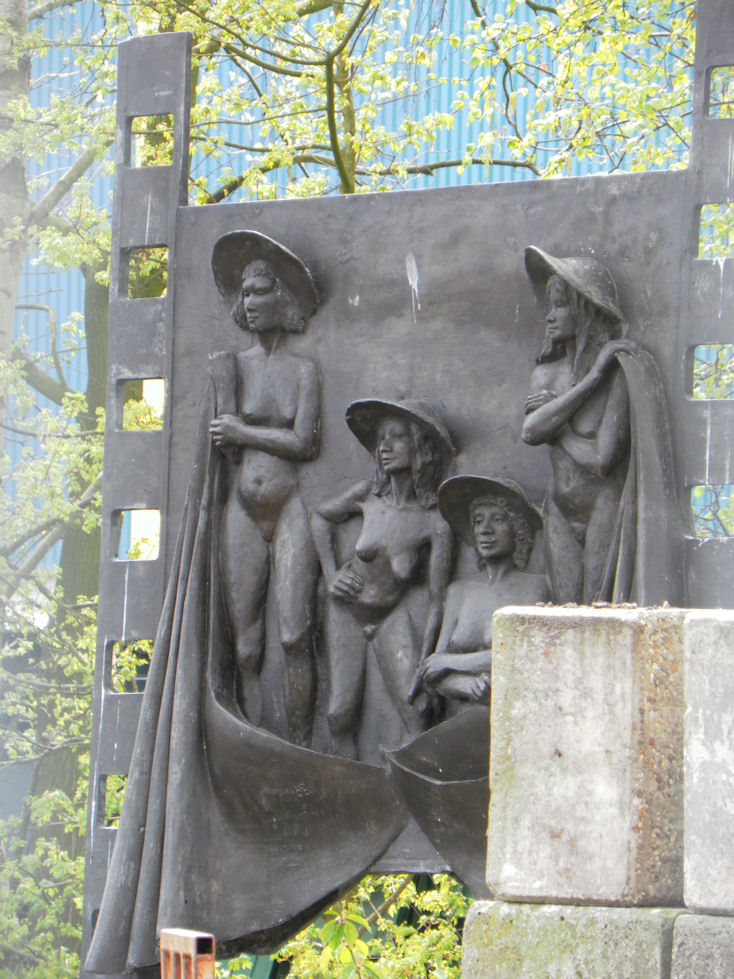
Vorderseite Filmdoek
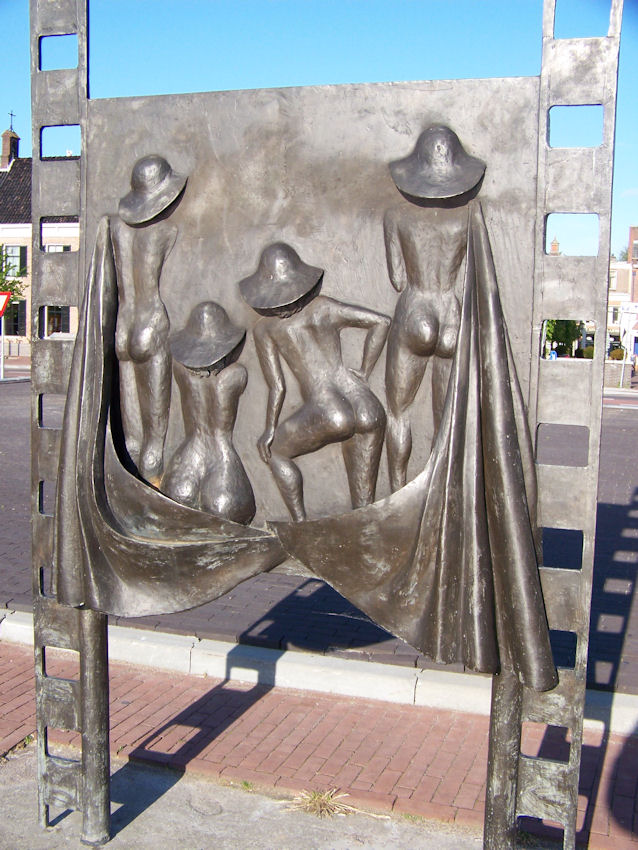
Rückseite Filmdoek
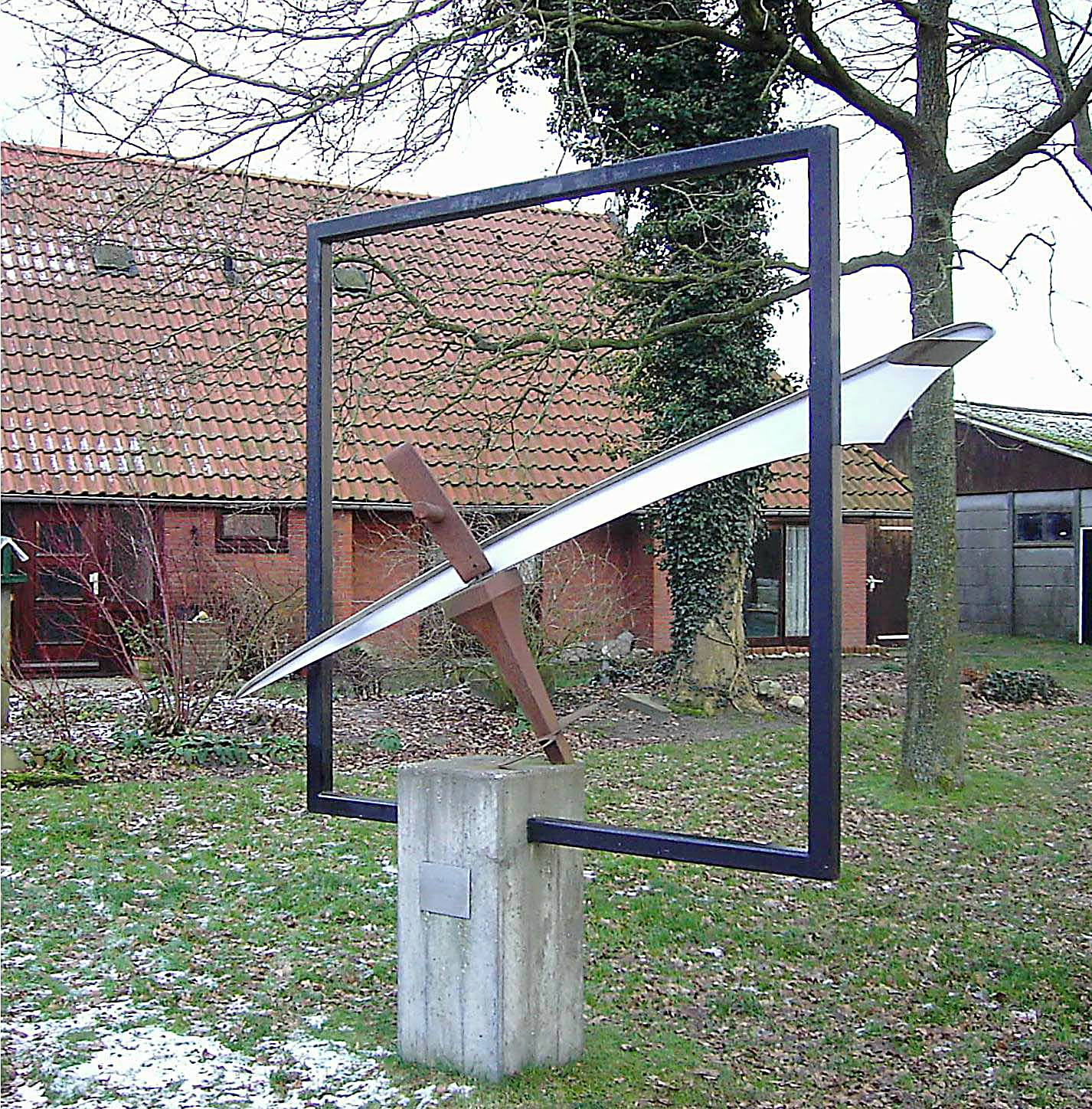
Het haren van de zeis
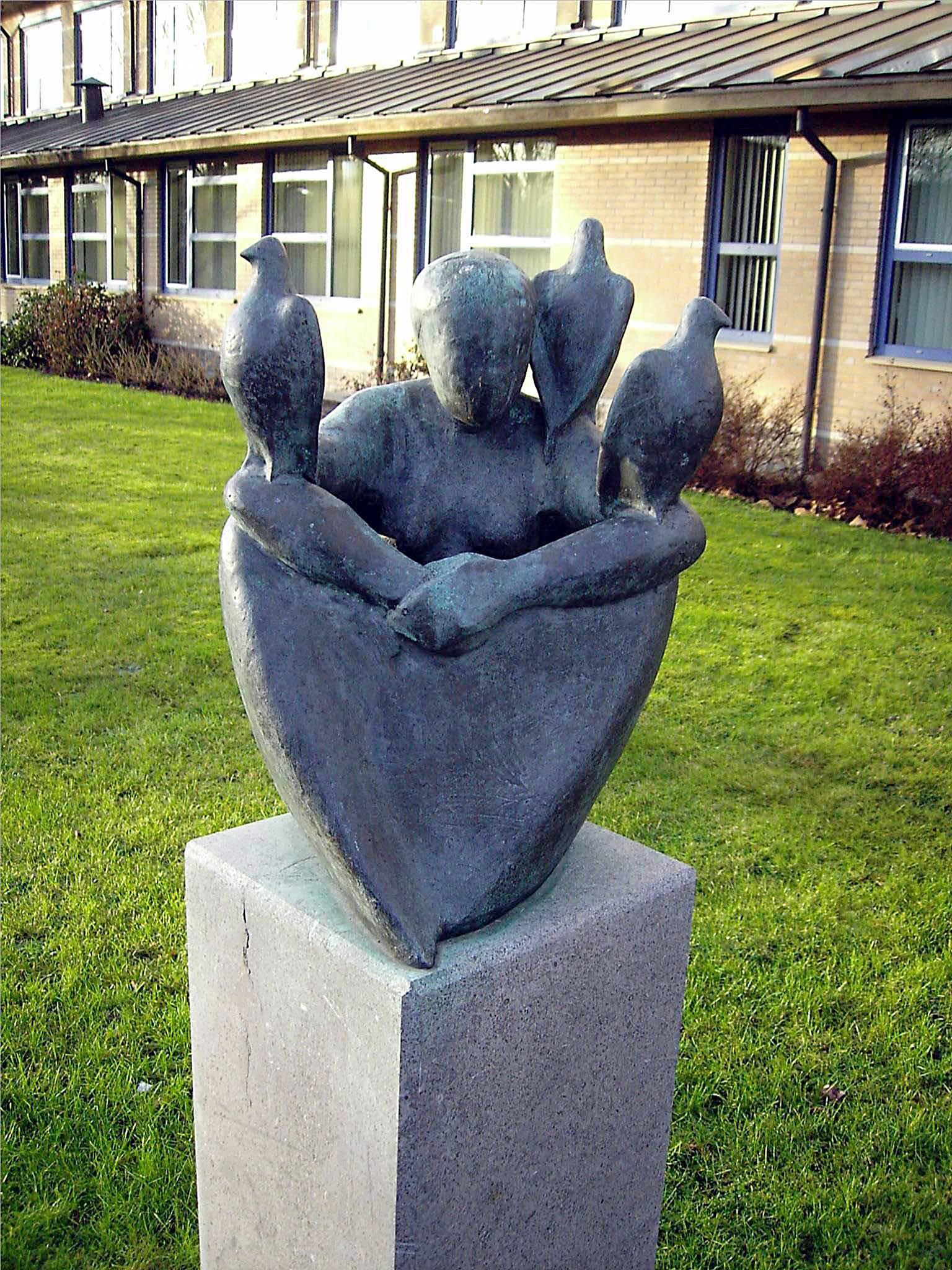
Vrouw met duiven
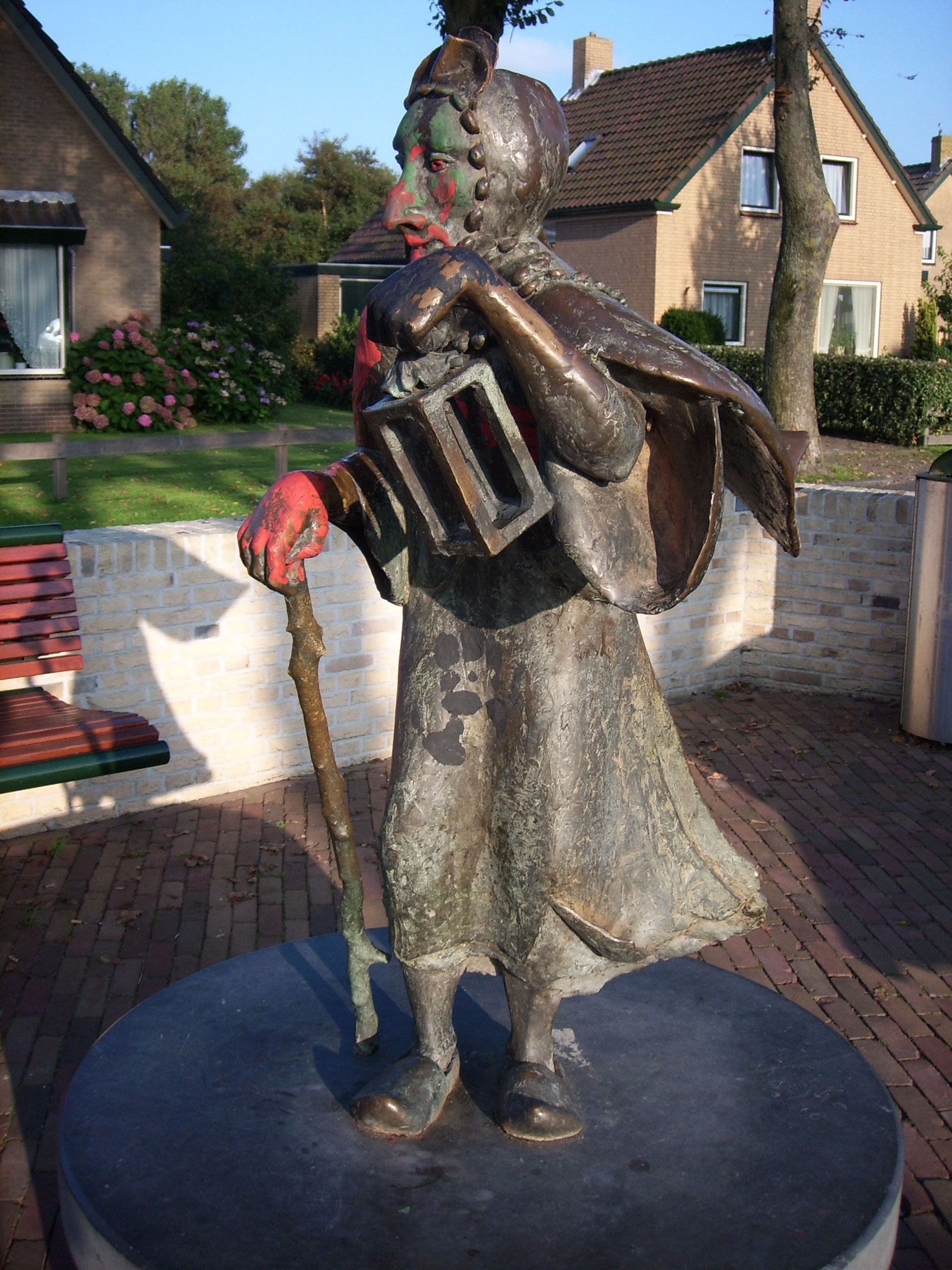
Ritskemooi